# Loja mixtă „Dreptul uman”
Loja mixtă „Dreptul uman” este un ordin internațional masonic francez, creat la sfârșitul secolului al XIX-lea. Este prima organizație masonică mixtă oficială. Fiind o masonerie de stânga, se ocupă de chestiuni legate de lumea materială, precum binefacerea sau egalitatea femeii cu bărbatul.